# Magento
Magento – otwarte oprogramowanie sklepu internetowego, udostępniane na licencji Open Software License w wersji 3.0. Rozwijany przez Varien na bazie frameworka Zend Framework.
W roku 2020 produkt został wykupiony przez firmę Adobe i od tego czasu jest przez nią rozwijany. Płatna wersja „Enterprise” zmieniła nazwę na Adobe Commerce. Dostępna również w wersji Adobe Cloud.

## Główne cechy
- zarządzanie serwisem przez panel administracyjny
- handel mobilny
- narzędzia i promocje marketingowe
- wsparcie międzynarodowe
- wsparcie pozycjonowania w wyszukiwarkach – SEO
- kasa
- dostawy
- systemy płatności
- zarządzanie zamówieniami
- obsługa klienta
- konta klientów
- zarządzanie katalogiem
- przeglądanie katalogu
- analizy i raporty
- rekomendacje
- REST API, SOAP API, GraphQL API

## Popularność
Według danych z 28 grudnia 2020 na silniku Magento działa ponad 10% wszystkich sklepów internetowych na świecie.
Ponad 250 000 handlowców na całym świecie korzysta z platformy Magento Commerce, która stanowi około 30% całkowitego udziału w rynku.